# أحمد رحيل
أحمد رحيل الظفيري هو لاعب كرة قدم كويتي، يلعب في الدوري الكويتي الممتاز لصالح نادي الفحيحيل وللمنتخب الكويتي لكرة القدم ويلعب بشكل أساسي كمدافع. 

## احصائيات اللاعب
على المستوى الدولي:
| المنتخب الوطني | الموسم  | المباريات | الأهداف |
| -------------- | ------- | --------- | ------- |
| الكويت         | 2018    | 2         | 0       |
| المجموع        | المجموع | 2         | 0       |

على مستوى النادي:
| نادي        | موسم    | الدوري         | الدوري    | الدوري  |
| نادي        | موسم    | الدرجة         | المباريات | الأهداف |
| ----------- | ------- | -------------- | --------- | ------- |
| نادي العربي | 2017–18 | الدوري الكويتي | 12        | 1       |
| نادي العربي | 2018–19 | الدوري الكويتي | 5         | 0       |
| نادي العربي | المجموع | المجموع        | 16        | 1       |